# Lietava (Jonava)

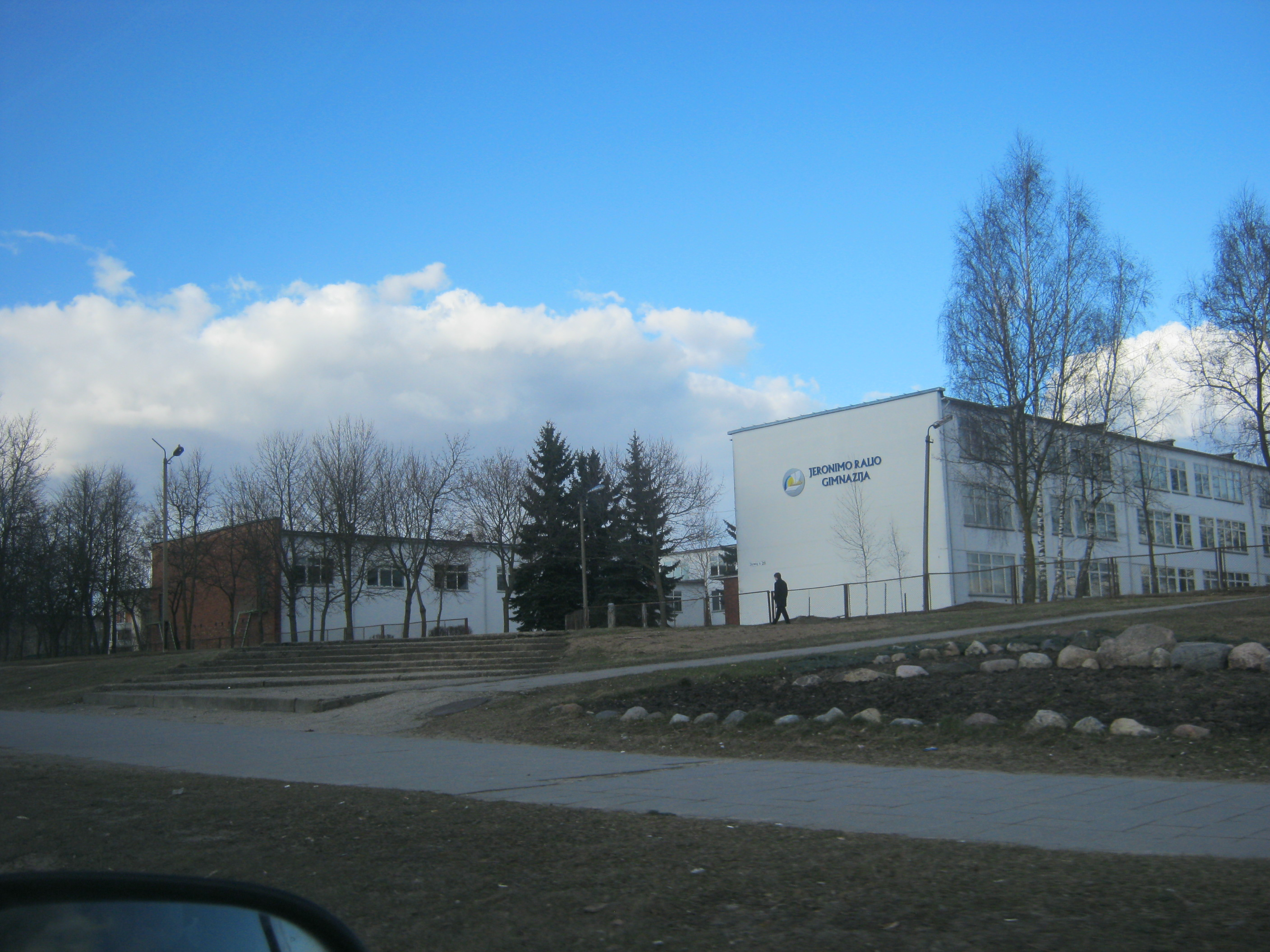
Jeronimas-Ralys-Gymnasium Jonava

Lietava ist ein Stadtteil von Jonava im Bezirk Kaunas in Litauen. Es ist ein Wohnviertel zwischen Žeimių takas- und Lietavos-Straßen und wurde nach dem Bach Lietava bei Upninkai in der Rajongemeinde Jonava benannt. Es gibt das Jeronimas-Ralys-Gymnasium Jonava, in dem sich seit 1989 der Sport-Club von Karate Kyokushin unter Präsident Alvidas Unčiūra befindet. 
Lietava bildet den Wahlbezirk Nr. 12 (Lietavos rinkimų apylinkė Nr. 12) im Wahlkreis Jonava mit 2481 Wahlberechtigten (Stand: 2012).

## Quelle
1. ↑  VRK (Wahlkreis Jonava; PDF-Datei; 231 kB)